# Alsophis sanctonum
Alsophis sanctonum är en ormart som beskrevs av Barbour 1915. Alsophis sanctonum ingår i släktet Alsophis och familjen snokar. IUCN kategoriserar arten globalt som starkt hotad.
Arten förekommer endemisk i Guadeloupe. Den vistas i skogar och mangrove. Ibland besöks trädgårdar.

## Underarter
Arten delas in i följande underarter:
- A. s. danforthi
- A. s. sanctonum